# Parterapi (film)
 For alternative betydninger, se Parterapi. (Se også artikler, som begynder med Parterapi)
Parterapi er en dansk komedie fra 2010.

## Medvirkende
- Nikolaj Lie Kaas
- Sidse Babett Knudsen
- Søren Pilmark
- Georgia Katerina Potsos
- Rasmus Bjerg
- Jonas Wandschneider
- Ditte Hansen
- Ali Kazim
- Sanne Salomonsen
- Lene Brøndum
- Peter Milling
- Peter Damm-Ottesen
- Martine M. Madsen
- Troels Malling Thaarup
- Stine Kongsted
- Anders Hjerming
- Ditte Arnth
- Carl Dollerup Stenz
- Karen B. Pedersen
- Pil Nørgaard